# Distretto di Žajyl
Il distretto di Žajyl (in kirghiso Жайыл району?, Jayıl rayonu) è un distretto (raion) del Kirghizistan con  capoluogo Kara-Balta.